# Thanatus imbecillus
Thanatus imbecillus es una especie de araña cangrejo del género Thanatus, familia Philodromidae. Fue descrita científicamente por L. Koch en 1878.

## Distribución
Esta especie se encuentra en Grecia, Macedonia del Norte, Bulgaria, Ucrania, Cáucaso, Rusia (Europa, Urales), Irán y Asia Central.